# 吕贡和利勒迪卡尔奈
吕贡和利勒迪卡尔奈（法語：Lugon-et-l'Île-du-Carnay，法語發音：[lyɡɔ̃ e lil dy kaʁnɛ]）是法国吉伦特省的一个市镇，属于利布尔讷区。该市镇于1804-1805年间由原市镇吕贡（Lugon）和利勒迪卡尔奈（L'Île-du-Carnay）合并而成。

## 地理
吕贡和利勒迪卡尔奈（44°57'28"N, 0°20'27"W）面积10.94 平方千米，位于法国新阿基坦大区吉倫特省，该省份为法国西南部沿海省份，是法國本土面积最大的省，北起滨海夏朗德省，西临大西洋，南至朗德省，东南接洛特-加龍省，东临多爾多涅省。
与吕贡和利勒迪卡尔奈接壤的市镇（或旧市镇、城区）包括：圣卢贝斯、弗龙萨代地区卡迪拉克、伊宗、圣日耳曼-德拉里维耶尔、圣罗曼拉维尔韦、塔尔内斯、维勒古日。

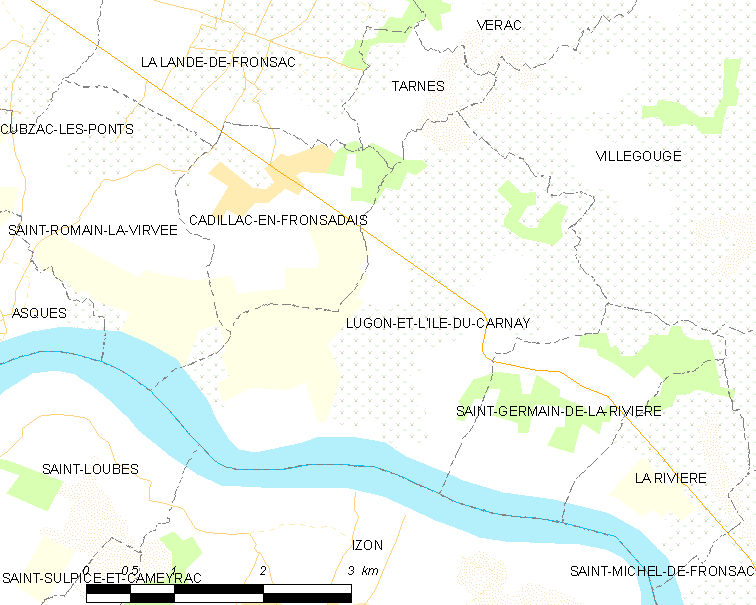
吕贡和利勒迪卡尔奈的OSM定位图

吕贡和利勒迪卡尔奈的时区为UTC+01:00、UTC+02:00（夏令时）。

## 行政
吕贡和利勒迪卡尔奈的邮政编码为33240，INSEE市镇编码为33259。

## 政治
吕贡和利勒迪卡尔奈所属的省级选区为勒利布尔奈-弗龙萨代县。

## 人口

1962-2008年间吕贡和利勒迪卡尔奈人口变化图示

吕贡和利勒迪卡尔奈于2022年1月1日时的人口数量为1391人。